# Костајница (Добој)
Костајница је насељено мјесто у граду Добој, Република Српска, БиХ. Према попису становништва из 2013. у насељу је живјело 1.596 становника.

## Географија
Налази се на обронцима Требаве. На сјеверу Костајнице се налази Добојско поље кроз које протиче ријека Босна. Костајницу и Добој дели само ријека Босна. Костајница је смјештена на ободу Добојског поља, на обронцима брда Бецањ. Мјесна заједница Костајница је подјељена на Горњу, Средњу и Доњу Костајницу (три подружнице) и налази се на регионалном путу Добој — Модрича.

## Култура
У Горњој Костајници је храм Српске православне цркве посвећен Светој Петки Параскеви. У Доњој Костајници се налази храм посвећен Светом Прокопију који су изградили мјештани.

## Образовање
У Костајници се налази основна школа „Вук Стефановић Караџић“, коју су изградили мјештани личним средствима 1947. године.

## Спорт
Костајница је сједиште фудбалског клуба Наша Крила.

## Привреда
У Костајници је један број становништва радио у локалној творници Хемопродукт .

## Становништво
| Националност       | 1991. | 1981. | 1971. | 1961. |
| Срби               | 1.228 | 1.219 | 1.262 |       |
| Југословени        | 47    | 59    |       |       |
| Муслимани          | 35    | 11    | 16    |       |
| Хрвати             | 9     | 25    | 33    |       |
| остали и непознато | 23    | 8     | 6     |       |
| Укупно             | 1.342 | 1.322 | 1.317 | 1.412 |

| Демографија | Демографија | Демографија |
| Година      | Становника  | Становника  |
| ----------- | ----------- | ----------- |
| 1948.       | 916         |             |
| 1953.       | 1.248       |             |
| 1961.       | 1.412       |             |
| 1971.       | 1.317       |             |
| 1981.       | 1.322       |             |
| 1991.       | 1.342       |             |
| 2013.       | 1.596       |             |

### Презимена
Најчешћа српска презимена у Доњој Костајници су Прешић, Паравац, Ристић, Симић, Станојевић, Станић, Кршић, Лукић, Мичић, Пајић и Благојевић (Благојевићи су досељени из Бушлетића). А у Средњој и Горњој Костајници су Филиповић, Жигић, Кршић, Радовановић, Чакаревић (Чакаревићи су досељени из Бушлетића, заселак Церов Гај).

## Знамените личности
- Борислав Паравац, српски политичар